# Bojanovice (powiat Praga-Zachód)
Bojanovice – wieś i gmina w Czechach, w powiecie Praga-Zachód, w kraju środkowoczeskim. Według danych z dnia 1 stycznia 2013 liczyła 423 mieszkańców.